# كارة كنغ (شلال ودشتغل)
كارة كنغ (بالفارسية: کره کنگ) هي منطقة سكنية تقع في إيران في قسم شلال ودشتغل الريفي.